# Sinomicrurus macclellandi
Espèce
Synonymes
- Elaps macclellandi Reinhardt, 1844
- Elaps personatus Blyth, 1855
- Elaps univirgatus Günther, 1858
- Callophis annularis Günther, 1864
- Calliophis swinhoei Van Denburgh, 1912
- Callophis formosensis Thompson, 1912
- Calliophis iwasakii Maki, 1935

Sinomicrurus macclellandi est une espèce de serpents de la famille des Elapidae.

## Répartition
Cette espèce se rencontre au Népal, en Inde (en Assam, au Sikkim, dans le nord du Bengale-Occidental, en Arunachal Pradesh), en Birmanie, en Thaïlande, au Viêt Nam, en Chine, à Taïwan et à Ishigaki-jima au Japon. 

## Liste des sous-espèces
Selon The Reptile Database (14 octobre 2011) :
- Sinomicrurus macclellandi macclellandi (Reinhardt, 1844)
- Sinomicrurus macclellandi iwasakii (Maki, 1935)
- Sinomicrurus macclellandi swinhoei (Van Denburgh, 1912)
- Sinomicrurus macclellandi univirgatus (Günther, 1858)

## Étymologie
Cette espèce est nommée en l'honneur de John McClelland (1805–1875) et la sous-espèce swinhoei est nommée en l'honneur de Robert Swinhoe qui a collecté le premier spécimen.

## Publications originales
- Günther, 1858 : Catalogue of Colubrine Snakes in the Collection of the British Museum, London, p. 1-281 (texte intégral).
- Maki, 1935 : New poisonous snake (Calliophis iwasakii) from Loo-Choo. Transactions of the Natural History Society of Formosa, vol. 25, no 142, p. 216-219.
- Reinhardt, 1844 : Description of a new species of venomous snake, Elaps macclellandi. Calcutta Journal of Natural History, vol. 4, p. 532-534.
- Van Denburgh, 1912 : Concerning certain species of reptiles and amphibians from China, Japan, the Loo Choo Islands, and Formosa. Proceedings of the California Academy of Sciences, sér. 4, vol. 3, no 10, p. 187-258 (texte intégral).